# Џојс Банда
Џојс Хилда Банда (Зомба, 12. април 1950) бивша је председница Малавија, где је наследила Бингу ва Мутарику 7. априла 2012. године. Претходно је била потпредседница државе и министарка иностраних послова. Члан је Народне партије и борац за полну равноправност.